# جوزيف مارتن (سياسي)
جوزيف مارتن (بالإنجليزية: Joseph Martin)‏ هو سياسي أسترالي، ولد في 3 يناير 1898، وتوفي في 5 مارس 1940. حزبياً، نشط في حزب العمال الأسترالي. وقد انتخب عضو المجلس التشريعي نيو ساوث ويلز.